# Okrajno sodišče v Radovljici
Okrajno sodišče v Radovljici je okrajno sodišče Republike Slovenije s sedežem v Radovljici, ki spada pod Okrožno sodišče v Kranju Višjega sodišča v Ljubljani.